# Cyclops poggenpolii
Cyclops poggenpolii – gatunek widłonoga z rodziny Cyclopidae, nazwa naukowa gatunku została po raz pierwszy opublikowana w 1888 roku przez rosyjskiego zoologa Władimira Konstantinowicza Sowińskiego.